# Liste von Persönlichkeiten der Stadt Chemnitz
Dies ist eine Liste von Persönlichkeiten der Stadt Chemnitz.

## Söhne und Töchter der Stadt
Die folgende Übersicht enthält Personen, die innerhalb des Stadtgebiets Chemnitz (in seiner jetzigen Ausdehnung) geboren wurden:

### A
- Vanessa Agbortabi (* 1998), Volleyballspielerin
- Elisabeth Ahnert (1885–1966), Künstlerin
- Gerlind Ahnert (1934–2007), Fernsehmoderatorin, Schauspielerin und Synchronsprecherin
- Paul Oswald Ahnert (1897–1989), Astronom
- Brigitte Ahrens (* 1945), Schlagersängerin
- Wolfgang Altenburger (1931–2008), Chefredakteur der Zeitschrift Mosaik und der Kinderzeitschrift Atze
- Erich Angermann (1927–1992), Historiker
- Mark Arndt (* 1941), russisch-orthodoxer Erzbischof
- Johannes Arnold (1928–1987), Schriftsteller
- Wolfgang Arnold (1929–2016), Pädagoge und Hochschullehrer
- Günter Auerswald (* 1936), Radrennfahrer
- Eberhard Aurich (* 1946), 1. Sekretär des Zentralrates der FDJ in der DDR

### B
- Franz Baake (1931–2025), Regisseur
- Karl Bachler (1905–1997), Schriftsteller
- Paul Bachmann (1465/68–1538), Zisterziensermönch und Abt des Klosters Altzella
- Rico Badenschier (* 1978), Arzt und Politiker (SPD), Oberbürgermeister von Schwerin
- Romy Bär (* 1987), Basketballnationalspielerin
- Ernst Barth (1909–1992), Pädagoge und Heimatforscher des Erzgebirges
- Gunar Barthel (* 1954), Galerist
- Johannes Barthel (1931–2015), Werkstoffwissenschaftler und Physiker
- Manfred Barthel (1924–2007), Schriftsteller, Journalist, Filmproduzent und -regisseur
- Gerhard Bäßler (1924–2007), Fußballtrainer
- Dieter Bäuerle (1940–2023), Physiker
- Pierre le Beau (* 1986), Fußballspieler
- Christian Gottfried Becker (1772–1820), Kaufmann, erster Großindustrieller in Chemnitz und Wohltäter („Beckerplatz“)
- Sabine Becker (* 1959), Eisschnellläuferin
- Andreas Beier (* 1987), Endurosportler
- Volker Beier (1943–2023), Bildhauer
- Johann David Beil (1754–1794), Schauspieler und Bühnendichter
- Veronika Bellmann (* 1960), Politikerin
- Olaf Bender (* 1968), Künstler und Musiker
- Fritz Bennewitz (1926–1995), Theaterregisseur
- Fritz Berger (1902–1988), deutsch-israelischer Jurist und Archäologe
- Friedrich Bergmann (1890–1960), Architekt und Hochschullehrer
- Rolf Berthold (1938–2018), Politiker (SED) und Diplomat
- Eberhard Beschnitt (1933–2011), Politiker (SED)
- Ruth Beutler (1897–1959), Zoologin
- Wilhelm Biedenkopf (1900–1996/97), Unternehmer und Diplom-Ingenieur
- Werner Bierbaum (* 1928), Offizier und MfS-Funktionär
- Thomas Billhardt (1937–2025), Fotograf und Publizist
- Dietrich Birnbaum (1942–2017), Herzchirurg
- Matthias Biskupek (1950–2021), Schriftsteller und Literaturkritiker
- Kirsten Block (* 1960), Schauspielerin
- Dieter Bochmann (1938–2025), Professor für Automatentheorie und Entwurfsautomatisierung sowie Autor
- Lutricia Bock (* 1999), Eiskunstläuferin, Deutsche Meisterin 2016
- Gerd Böckmann (* 1944), Schauspieler und Regisseur
- Elsa Bode (1900–nach 1962), Politikerin (KPD/SED)
- Gustav Boeters (1869–1942), Arzt und Nationalsozialist
- Johannes Böhm (1925–2022), Mathematiker und Hochschullehrer
- Tatjana Böhm (* 1954), Mitbegründerin des unabhängigen Frauenverbandes (UFV) und Ministerin ohne Geschäftsbereich der DDR
- Michael Böhme (* 1943), Maler
- Peter Böhme (1942–1962), Maueropfer
- Ulrich Böhme (1939–1996), Pädagoge und Politiker (SPD)
- Heinrich Bolten-Baeckers (1871–1938), Schlagertexter (Berliner Luft)
- Irene Bösch (* 1940), Malerin und Grafikerin
- Max Karl Böttcher (1881–1963), Schriftsteller
- Hans-Joachim Böttrich (1923–2013), Regisseur, Autor und Journalist
- Heinz Böttrich (1925–2009), Politiker (CDU) und MdL
- Marianne Brandt (1893–1983), Malerin, Bildhauerin und Designerin
- Helmut Bräuer (* 1938), Archivar und Historiker
- Werner Bräunig (1934–1976), Schriftsteller
- Joachim Brehmer (* 1944), Hörspielautor
- Roland Breitenbach (1935–2020), römisch-katholischer Priester und Schriftsteller
- Heinrich Bruhm (1801–1869), Fabrikant und Abgeordneter
- Reinhard Brühl (1924–2018), Militärhistoriker
- Eberhard Brüning (1925–2023), Amerikanist
- Roxana Bujack (* 1982), Wissenschaftlerin
- Karl Burdach (1891–1976), Generalleutnant im Zweiten Weltkrieg
- Curt Ludwig Ehrenreich von Burgsdorff (1886–1962), Jurist, leitender Beamter beim „Anschluss Österreichs“ und bei der Okkupation der ČSR und Polens; SA-Mitglied im Generalsrang
- Klaus Burmeister (* 1954), Zukunftsforscher
- Dietmar Büttner (1939–2021), Maler und Grafiker

### C
- Hans Carl von Carlowitz (1645–1714), Forstwissenschaftler
- Jens Carlowitz (* 1964), Leichtathlet
- Gertrud Caspari (1873–1948), Kinderbuch-Illustratorin
- Ernst Castan (1871–1948), Politiker (SPD), MdL
- Helmut Claus (1933–2020), Bibliothekar
- Ernst Otto Clauß (1843–1889), Fabrikbesitzer, Textilunternehmer, Reichstagsabgeordneter
- Rolf Colditz, Geburtsname Kretzschmar (1924–2005), Schauspieler und Regisseur
- Hans Coper (1920–1981), britischer Keramiker deutscher Herkunft

### D
- Manfred Dähne (* 1945), Radrennfahrer
- Hans-Jörg Dannenberg (* 1957), Diplom-Ingenieur und Politiker (CDU)
- Martin Decker (1925–2013), Architekt
- Michael Degen (1928–2022), Schauspieler und Schriftsteller
- Heike Delitz (* 1974), Architektin, Soziologin, Hochschullehrerin und Fachautorin
- Adolf Diamant (1924–2008), deutsch-jüdischer Historiker, Journalist und Autor
- Johannes Dick (1910–1963), Politiker (KPD/SED) und Diplomat
- Karl Clauss Dietel (1934–2022), Formgestalter
- Bernhard Traugott Dietrich (1840–1902), Komponist des Liedes Ein Prosit der Gemütlichkeit
- Carl Benjamin Dietrich (1791–1864), evangelischer Pfarrer und Chronist
- Frank Diettrich (* 1939), Bildhauer
- Thomas Dietz (* 1967), Politiker (AfD), MdB
- Otto Dietze (1833–1890), Architekt
- Steffen Dietzsch (* 1943), Philosophiehistoriker und Essayist
- Günther Doberenz (1923–1999), DDR-Diplomat, Generalkonsul in der JAR, Botschafter in Kuwait (1975–1982)
- Herbert Doehner (1899–1985), Tierzuchtleiter und Fachbuchautor
- Egon Doerstling (1890–1965), General der Luftwaffe
- Lucia Dörffel (* 2000), Sportkletterin
- Dan Drastic (* 1976), DJ und Musikproduzent
- Dore Dreysel (1904–1985), Schauspielerin, Sängerin, Synchronsprecherin und Autorin
- Philipp Dulichius (1562–1631), Komponist

### E
- Henrik Eberle (* 1970), Historiker und Publizist
- Ernst Eberstein (1886–1966), Offizier und erster Direktor des Flughafens Chemnitz
- Hans Ebert (1919–1988), Kunsthistoriker und Museologe
- Joachim Ebert (1930–1999), Altphilologe und Sporthistoriker
- Max Eckert-Greifendorff (1868–1938), Kartograf und Hochschullehrer
- Melchior Eckhart (1555–1616), evangelischer Theologe
- Karl Wolf von Ehrenstein (1805–1862), sächsischer Finanzminister
- Auguste Eichhorn (1851–1902), Mitbegründerin der proletarischen Frauenbewegung
- Emil Eichhorn (1863–1925), Polizeipräsident von Berlin während der Deutschen Revolution 1918–1919, KPD-Mitglied, Mitglied des Reichstags
- Klaus Eidam (1926–2006), Dramaturg
- Werner Eidner (* 1923), Politiker (SED)
- Wolf-Rüdiger Eisentraut (* 1943), Architekt
- Jenny Elbe (* 1990), Leichtathletin
- Wolfgang Emmerich (* 1941), Literatur- und Kulturwissenschaftler
- Peter Emmrich (* 1938), Mediziner
- Curt am Ende (1889–1970), Architekt
- Kati Engel (* 1982), Politikerin (Die Linke) und Mitglied des Thüringer Landtags
- Edward Engelberg (1929–2016), Literaturwissenschaftler
- Christa Engler-Feldmann (1926–1997), Malerin und Textilgestalterin
- Helmut Epperlein (1913–1969), Politiker (NPD), Mitglied des Landtags von Baden-Württemberg
- Herbert Eugen Esche (1874–1962), Textilunternehmer und Kunstmäzen
- Ingeborg Esenwein-Rothe (1911–2002), Wirtschaftswissenschaftlerin
- Eli Evans (1805–1882), Unternehmer und Politiker

### F
- Georg Fabricius (1516–1571), protestantischer Dichter, Historiker und Archäologe
- Ralf Fährmann (* 1988), Fußballtorwart
- Hans Faust (* 1928), Agrarwissenschaftler und Biochemiker
- Eberhard Feik (1943–1994), Schauspieler
- Roland Felber (1935–2001), Sinologe
- Lothar Fichtner (* 1934), Politiker (SED)
- Uwe Fiedler (* 1961), Historiker
- Dietmar Findeisen (1935–2024), Maschinenbauingenieur und Professor
- Otto Findeisen (1860–1937), Heimatforscher
- Martin Finger (* 1990), Pokerspieler
- Juliane Fisch (* 1987), Theater- und Fernsehschauspielerin
- Alfred Fischer (1879–1939), Kammersänger
- Bernd Fischer (1940–2018), Oberst des MfS der DDR
- Hans Fischer (1936–2008), Motorradrennfahrer
- Horst Fischer (1925–2019), Architekt, Stadtplaner, Architekturhistoriker und Zeichner
- Horst Fischer (1930–1986), Trompeter
- Richard Fischer (1883–1972), Schriftsteller
- Marianne Fischer-Kupfer (1922–2008), Opernsängerin und Gesangspädagogin
- Werner Fleißner (1922–1985), General
- Antje Flemming (* 1974), Literaturwissenschaftlerin, Autorin und Herausgeberin
- Georg Robert Florey (1807–1886), evangelisch-lutherischer Pfarrer und Autor
- Richard Foerster (1869–1940), Diplom-Bergingenieur und Mitglied im Aufsichtsrat der Friedrich Krupp AG
- Benjamin Förster (* 1989), Fußballspieler
- Stefan Förster (* 1950), Boxer
- Anton Franck (1865–1922), Sänger, Schauspieler und Komiker
- Dietmar Franke (1938–2007), Politiker (CDU)
- Gerhard Franke (1920–1984), Oberst im Ministerium für Staatssicherheit der DDR
- Bernd Freitag (* 1942), Anästhesiologe
- Hannelore Freudenberger (* 1929), Schauspielerin, Synchron- und Hörspielsprecherin
- Rolf Frick (1936–2008), Hochschullehrer, Unternehmer und Politiker
- Kurt Friedrich (1901–1995), Motorradrennfahrer
- Rose Friedrich (1877–1953), Malerin und Grafikerin
- Heinrich Frieling (1910–1996), Zoologe und Farbwissenschaftler
- Johannes Frießner (1892–1971), General
- Karl Frießner (1859–1941), Ingenieur und Geheimer Baurat
- Ines Fröhlich (* 1964), Staatssekretärin im Sächsischen Staatsministerium für Wirtschaft, Arbeit und Verkehr
- Georg Frotscher (1868–1943), General der Infanterie
- Karl-Friedrich Fuchs (1921–1998), Journalist, Chefredakteur, Funktionär der CDU in der DDR
- Kirsten Fuchs (* 1977), Schriftstellerin
- Manfred Fuchs (* 1938), Fußballtorwart
- Teodoro Fuchs (1908–1969), argentinischer Dirigent und Musikpädagoge
- Christoph Funke (1934–2016), Theaterkritiker
- Fritz Funke (1907–1977), Radsportler
- Helene Funke (1869–1957), Malerin
- Rolf Funke (1910–1988), Spielzeughersteller

### G
- Hermann Gabler (1913–1997), Maler und Grafiker
- Hans-Heinrich Garten (1901–1944), Jurist und Landrat
- Alexander Gauland (* 1941), Politiker (AfD), Herausgeber und Publizist
- Bernd Gay (* 1941), Chirurg, Unfallchirurg und Hochschullehrer
- Sebastian Gechert (* 1983), Ökonom
- Horst Geil (1919 – 1970), Gebrauchsgrafiker
- Ernst Geissler (1915–1989), Raumfahrtpionier
- Volker Gerisch (1941–2022), Staatssekretär und Tierarzt
- Kurt Gerstenberg (1886–1968), Kunsthistoriker
- Thomas Geßner (1954–2016), Physiker und Hochschullehrer
- Ute Geweniger (* 1964), Schwimmerin
- Albrecht Gläser (1928–2013), onkologischer Chirurg in Leipzig und Halle
- Petra Gläser (* 1981), Basketballnationalspielerin
- Fritz Gleibe (1900–1990), Jurist, Politiker und Oberbürgermeister der Stadt Chemnitz
- Horst Glitzner (1936–2002), Maler und Grafiker
- Hanns Gobsch (1893–1957), Schriftsteller, Theaterautor
- Erich Goeritz (1889–1955), Unternehmer, Kunstsammler und Mäzen
- Daniel Göhlert (* 1980), Fußballspieler
- Tim Göhlert (* 1984), Fußballspieler
- Gerson Goldhaber (1924–2010), US-amerikanischer Kern- und Astrophysiker
- Friedrich Goldmann (1941–2009), Komponist und Dirigent
- Michael Goller (* 1974), Bildender Künstler und Autor
- Erich Gottgetreu (1903–1981), Journalist
- Christian Friedrich Graefe (1780–1851), klassischer Philologe und Hochschullehrer
- Ronny Graupe (* 1979), Jazzmusiker
- Georg Sigismund Green der Jüngere (1712–1754), evangelischer Theologe
- Fritz Greuner (1903–1990), Politiker (LDPD) und Abgeordneter der Volkskammer der DDR
- Eberhard Grießbach (* 1935), Konteradmiral der Volksmarine
- Walter Grundmann (1906–1976), evangelischer Theologe
- Rudi Gruner (1909–1984), Maler, Zeichner und Buchillustrator
- Hans Gruß (1883–1959), Gastronom, Unternehmer und Theaterdirektor
- Stefan Grützner (* 1948), Gewichtheber
- Johann Friedrich Gühling (1702–1772), evangelischer Theologe
- Werner Guhre (1919–2012), Fußballspieler
- Klaus Günther (* 1941), Politiker (CDU)
- Michael Günther Bard (1967–2024), Schauspieler
- Lee Guttman (geb. Leder, 1925–2015), in Hollywood bei Disney & Co. tätige Holocaust-Überlebende

### H
- Richard Haas (1910–1988), Hygieniker, Bakteriologe und Hochschullehrer
- Hellmut Haase-Altendorf (1912–1990), Komponist und Pianist
- Arno Hach, bürgerlich Arno Max Reinhard Hengsbach (1877–1945), Verlagsredakteur und Schriftsteller
- Walter Hagen-Groll (1927–2018), Chorleiter, Dirigent und Pianist
- Charlotte Hagenbruch (1896–1968), Schauspielerin und Drehbuchautorin
- Fritz Hähle (* 1942), Politiker
- Johannes Hähle (1906–1944), Militärfotograf
- Werner Hahmann (1883–1977), Maler, Grafiker und Architekt
- Carl Horst Hahn (1926–2023), Industriemanager, Vorstandsvorsitzender der Volkswagen AG
- Joachim Hahn (1942–1997), Prähistoriker
- Siegfried Hähnel (1934–2010), Militär und MfS-Funktionär
- Walter Hähnel (1905–1979), Politiker (KPD, SED)
- Edmund Richard Hamel (1890–1983), Schweizer Unternehmer
- Erich Hänel (1915–2003), Fußballspieler
- Rudolf Harlaß (1892–1944), KPD-Funktionär und Widerstandskämpfer
- Christian Hartenhauer (* 1948), Politiker
- Gunar Hartling (1930–2005), Geheimdienstler
- Peter Härtling (1933–2017), Schriftsteller
- Gustav Hartmann (1842–1910), Unternehmer
- Helmut Hartwig (1920–1994), Politiker und Geheimdienstler (MfS)
- Ulrike Harzer (* 1968), Politikerin (FDP), MdB
- Eberhard Hasche (1920–1973), Chirurg
- Regina Hastedt (1921–2007), Fotografin und Autorin
- Nora Hauben (1918–2006), deutsch-israelische Schriftstellerin
- Hellmut Haubold (1905–1968), Endokrinologe und SS-Führer
- Arthur Hauffe (1892–1944), General der Infanterie der Wehrmacht
- Günter Hauk (1932–1979), Komponist
- Jochen Hauser (* 1941), Schriftsteller und Drehbuchautor
- Gerhard Hausmann (1922–2015), Maler, Grafiker und Bildhauer
- Jochen Hauser (* 1941), Schriftsteller und Drehbuchautor
- Beatrix Haustein (1974–2002), Schriftstellerin
- Fritz Heckert (1884–1936), Abgeordneter im Deutschen Reichstag (Weimarer Republik), KPD-Mitglied
- Christian Heermann (1936–2017), Karl-May-Forscher, Schriftsteller und Publizist
- Wolfgang Heinze (* 1944), Politiker (Die Linke)
- Hans Helfritz (1902–1995), Komponist, Musikwissenschaftler, Schriftsteller und Fotograf
- Rudolf Hellmann (1926–2005), Sportfunktionär
- Jürgen Henker (* 1940), Maler und Grafiker
- Gerd Henniger (1930–1990), Kunsthistoriker, Schriftsteller und Übersetzer
- Kerstin Hensel (* 1961), Autorin
- Stefan Hentschel (1948–2006), Zuhälter und Boxer
- Wolfgang Herbst (* 1933), evangelischer Theologe und Kirchenmusiker
- Jürgen Hering (* 1937), Bibliothekar
- Lars Hermel (* 1970), Fußballspieler und -trainer
- Stephan Hermlin (1915–1997), Schriftsteller
- Thomas Hermsdorfer (1967–2019), Politiker
- Emanuel Herold (* 1986), Politiker (Bündnis 90/Die Grünen)
- Lotte Herrlich (1883–1956), Fotografin
- Peter Herrmann (1941–2015), Komponist und Hochschullehrer
- Heinz Herz (1907–1983), Historiker und Professor
- Wilfriede Heyer (1937–2017), Politikerin (SPD)
- Stefan Heym (1913–2001), Schriftsteller und Bundestagsabgeordneter der PDS
- Günther Heymann (1917–2014), Mediziner
- Christian Gottlob Heyne (1729–1812), Altertumswissenschaftler, Klassischer Philologe, Sprachforscher und Archäologe
- Holger Hiemann (* 1968), Fußballtorwart
- Johann Wilhelm Hilliger (1643–1705), evangelischer Theologe
- Johann Zacharias Hilliger (1693–1770), lutherischer Theologe
- Johanna Himmler (1894–1972), Politikerin (KPD)
- Carl Hinkel (1793–1817), Dichter und Freiheitskämpfer
- Aline Hirsch (* 1988), Basketballspielerin und -trainerin
- Edgar Hoffmann (1957–2021), Slawist
- Falk Hoffmann (* 1952), Wasserspringer
- Karl August Hoffmann (1756–1833), Apotheker
- Eberhard Hofmann (* 1930), Biochemiker
- Friedrich H. Hofmann (1934–2024), Lehrer, Philatelist und Heimatforscher
- Michael Hofmann (* 1944), Maler und Grafiker
- Johannes Hohlfeld (1888–1950), Genealoge und Historiker
- Wolfgang Holz (1936–2009), Schauspieler
- Franz Holzweißig (1928–2018), Ingenieur, Hochschullehrer und Autor
- Peter Hoppe (1938–2010), Maler und Grafiker
- Johann Caspar Horn (1636–1722), Komponist, Jurist und Arzt
- Moritz Horn (1814–1874), Jurist und Schriftsteller
- Joachim Hoyer (* 1919), Schauspieler und Regisseur
- Christian Gotthelf Hübner (1772–1808), Jurist
- Michael Hübner (1959–2024), Bahnradsportler
- Sascha Hübner (* 1988), Bahnradsportler, Sohn von Michael Hübner
- Hadayatullah Hübsch (1946–2011), Schriftsteller und Imam
- Werner Hübschmann (1901–1969), Komponist und Dozent
- Willy Hüttl (1890–1945), Althistoriker
- Eva Humburg (1920–2018), Textildesignerin

### I
- Denny Ihle (* 1984), Eisschnellläufer
- Nico Ihle (* 1985), Eisschnellläufer
- Christian Friedrich Illgen (1785–1844), evangelischer Geistlicher und Hochschullehrer an der Universität Leipzig
- Werner Illing (1895–1979), Schriftsteller, Drehbuchautor und Regisseur
- Witali Iwanow (* 1976), russischer Handballspieler

### J
- Addi Jacobi (1936–2013), Journalist und Publizist
- Gina Jacobs (* 1998), Shorttrackerin
- Richard Adolf Jaenicke (1858–1917), Unternehmer und Mitgründer der Wanderer-Werke
- Ilse Jahn (1922–2010), Biologin
- Stefan Jähnichen (* 1947), Informatiker
- Eduard Theodor Jäkel (1817–1874), Zeitungsherausgeber, Schriftsteller und Politiker, MdL (Königreich Sachsen)
- Albert Janka (1907–1933), Politiker (KPD)
- Walter Janka (1914–1994), Verleger, SED-Mitglied, in der DDR angeklagt der „konterrevolutionären Verschwörung“
- Frieder Jentsch (* 1947), Mineraloge und Wissenschafts-/Technikhistoriker
- Werner Jentsch (1913–1993), evangelisch-lutherischer Theologe und Pfarrer
- Renate Johne (* 1940), Altphilologin und Epigraphikerin
- Hans Jüchser (1894–1977), Maler und Grafiker
- Irene Jung (* 1954), Historikerin und Archivarin

### K
- Mathias Kaden (* 1981), Techno- und House-DJ und -Musiker
- Katharina Kammer-Veken (1920–2017), Schriftstellerin
- Helfried Kämpfe (1951–1989), evangelischer Diakon, Gründer der Behindertenhilfe Hohburg
- Heribert Kandler (1890–1968), Jurist und Politiker
- Markus Kaufmann (* 1991), Kirchenmusiker, seit 2021 Nikolaikantor
- Anna Keel (1940–2010), Malerin
- Wolfgang Keilig (1915–1984), Offizier
- Axel Keller (* 1977), Fußballtorwart
- Dietmar Keller (* 1942), Minister für Kultur in der DDR
- Werner Kempf (1925–1999), Maler und erzgebirgischer Mundartsprecher
- Margrit Kennedy (1939–2013), Architektin, Ökologin und Schriftstellerin
- Romy Kermer (* 1956), Eiskunstläuferin, Olympiazweite 1976 und Eiskunstlauftrainerin
- Jürgen Kern (* 1940), Schauspieler
- Andrea Kersten (* 1965), Politikerin
- Walter von Kielpinski (1909–1946), Germanist, Referatsleiter im Reichssicherheitshauptamt
- Dieter Kieselstein (1928–2012), Puppenspieler
- Friedrich Max Kircheisen (1877–1933), Historiker
- Rolf Kirfel (* 1916), Bildhauer
- Bernhard Kirsch (1853–1931), Bauingenieur, Hochschullehrer und -rektor
- Siegfried Kirschen (1943–2024), Schiedsrichter und Fußballfunktionär
- Maximilian Kirschner (1861–1913), Schauspieler
- Ernst Kirsten (1911–1987), Althistoriker und Historischer Geograph
- Dieter Klaua (1930–2014), Mathematiker
- Max Klauß (* 1947), Leichtathlet
- Gudrun Klein (* 1943), Politikerin der SPD, MdL
- Regine Kleinau (* 1946), Leichtathletin
- Ekkehard Klemm (* 1958), Musiker und Dirigent
- Gustav Friedrich Klemm (1802–1867), Kulturhistoriker und Bibliothekar
- Rainer Klis (1955–2017), Schriftsteller
- Dagmar Klose (* 1944), Geschichtsdidaktikerin
- Rolf Klötzler (1931–2021), Mathematiker und Hochschullehrer
- Helmut Klug (1921–1981), Schachkomponist und -organisator
- John Kluge (1914–2010), deutsch-US-amerikanischer Geschäftsmann
- Hans Werner Knobloch (* 1928), Industriekaufmann, Schauspieler, Hörspielautor und Autor von Kinderbüchern
- Hildegard Koch (1871–1923), deutsche Malerin
- Walter Franz Koch (1870–1947), Jurist, Diplomat und Politiker
- Brigitta Kögler (* 1944), Juristin und Politikerin
- Horst Köhler (1924–1984), Diplomat
- Kurt Köhler (1911–1990), kommunistischer Widerstandskämpfer gegen den Nationalsozialismus
- Theodor Heinz Köhler (1918–1944), Schriftsteller und Kulturjournalist
- Gabriele Kohlisch (* 1963), Rennrodel- und Bobsportlerin
- Martin Kohlmann (* 1977), Rechtsanwalt und Politiker
- Georg W. Költzsch (1938–2005), Museumsdirektor des Essener Folkwang-Museums
- Manfred König (1934–1994), Werbegrafiker
- Dora Köring (1880–1945), Tennisspielerin
- Hans-Peter Körner (* 1943), Schauspieler, Kabarettist und Hörspielsprecher
- Wolfram Körner (1920–2019), Chirurg und Sammler
- Werner Kothe (1919–2010), Chirurg, Hochschullehrer in Greifswald und Leipzig
- Hildegard Krahmer (1912–1985), Spielzeugmacherin[1]
- Ines Krause (* 1965), Siebenkämpferin
- Angela Krauß (* 1950), Schriftstellerin
- Wolfram Krempel (1936–2020), Theaterregisseur und -intendant
- Carl Traugott Kreyßig (1786–1837), Geheimer Justizrat im Finanzministerium in Dresden
- Johann Gottlieb Kreyßig (1779–1854), Rektor des Lyzeums in Annaberg, Professor an der Fürstenschule in Meißen und Altphilologe
- Evelyn Kroker (1942–2012), Wirtschaftsarchivarin
- Herbert Küchler (1908–1964), Schachkomponist
- Kathleen Kuhfuß (* 1979), Politikerin (Bündnis 90/Die Grünen)
- Jan Kuhlbrodt (* 1966), Schriftsteller
- Carsten Kühlmorgen (1970–2003), DDR-Schwimmer und Bundeswehrsoldat
- Christian Kühn (* 1982), Schauspieler, Autor, Regisseur und Komiker
- Johannes Kühnel (* 1950), Politiker (CDU)
- Andreas Kuhnert (1951–2019), Politiker (SPD)
- Klaus-Dieter Kühnrich (* 1944), Ingenieur und Politiker (CDU)
- Felix Kummer (* 1989), Rapper/Musiker
- Rainer Kunad (1936–1995), Komponist
- Sigrun Kunz (* 1939), Tischtennisspielerin
- Herbert Kunze (1913–1981), Maler und Hochschullehrer
- Paul Kunze (1897–1986), Experimentalphysiker
- Günter Kurze (* 1943), Schauspieler
- Christian Kux (* 1985), Radrennfahrer

### L
- Eduard Lamprecht (1816–1884), Lehrer und Redakteur
- Georg Landgraf (1885–1933), Politiker und Verlagsleiter
- Niklas Landgraf (* 1996), Fußballspieler
- Simone Lang (* 1971), Eiskunstläuferin
- Arthur Lange (1875–1929), Bildhauer
- Gudrun Lange (* 1964), Country-Musik-Sängerin, Texterin und Komponistin
- Richard Lange (1888–1969), Lehrer, Natur- und Heimatfreund
- Steffen Lange (1931–2006), Gebrauchsgrafiker und Illustrator
- Eberhard Langer (* 1934), Ingenieur und Politiker (SED, PDS)
- Botho Laserstein (1901–1955), Richter und Publizist
- Thomas Laudeley (* 1966), Fußballspieler
- Maria Laufer-Herbst (* 1943), Grafikerin und Malerin
- Pierre le Beau (* 1986), Fußballspieler
- Helmut Lehmann (* 1935), Radrennfahrer
- Volkmar Lehmann (* 1943), Slawist
- Ruth Leibnitz (1928–2011), Bildhauerin
- Richard Leising (1934–1997), Lyriker
- Margot Leonard (1927–2014), Schauspielerin und Synchronsprecherin
- Arne Leonhardt (1931–1982), Schriftsteller
- Gotthard Lerchner (1935–2016), Germanist und Sprachwissenschaftler
- Perez Leshem (geboren als Fritz Lichtenstein; 1903–2003), jüdisch-zionistischer Aktivist, israelischer Diplomat
- Eckhard Lessing (1935–2020), evangelischer Theologe
- Klaus Lettke (* 1938), Schriftsteller
- Olaf Leu (* 1936), Grafik-Designer und Gestalter
- Hans Lichtenstein (1905–1994), Dirigent, Pianist und Sänger
- Heiner Lichtenstein (1932–2010), Journalist und Publizist
- Hendrik Liebers (* 1975), Fußballspieler
- Moritz Lilie (1835–1904), Schriftsteller, Chronist und Journalist
- Georgia Lind (1905–1984), Schauspielerin
- Paul Lindenau (um 1489–1541), lutherischer Theologe
- Uta Lindgren (1941–2017), Historikerin
- David Lindner (1604–1644), Rechtswissenschaftler, Hochschullehrer
- Heinrich Robert Lindner (1851–1933), Eisenbahningenieur
- Helga Lindner (1951–2021), Schwimmerin
- Lothar Lindner (* 1928), Gewerkschafter (FDGB)
- Roland Lindner (1937–2022), Diplomat
- Walter Linse (1903–1953), Jurist
- Max Littmann (1862–1931), Architekt
- Heiko Lippmann (* 1966), Musiker, Dirigent, Komponist und Arrangeur mit Schwerpunkt auf Musicalproduktionen
- Volker Lippmann (* 1952), Schauspieler und Regisseur
- Bruni Löbel (1920–2006), Filmschauspielerin
- Kay Lorentz (1920–1993), Kabarettist
- Heinz Lorenz (* 1929), Fußballspieler
- Christa Löser (1926–2012), Schauspielerin
- Wolfgang Lötzsch (* 1952), Radrennfahrer
- Barbara Ludwig (* 1962), Politikerin und Oberbürgermeisterin der Stadt Chemnitz
- André Luge (* 1991), Fußballspieler
- Luna (* 1990), ukrainische Sängerin, Videoregisseurin und Model

### M
- Hannelore Mabry (1930–2013), Autorin, Journalistin, Frauenrechtlerin, Soziologin, Synchronsprecherin
- Michael Mäde (1962–2023), Dramaturg und Schriftsteller
- Erich Mäder (1897–1934), Politiker (SPD)
- Kurt Heinrich Mäder (1896–1980), Maler und Grafiker
- Hasso Mager (1920–1995), Schriftsteller
- Heinrich Malz (1910–unbekannt), SS-Führer
- Marianne Martin (* 1935), Fernsehmoderatorin und erzgebirgische Heimatdichterin
- Johannes Martini (1866–1935), Maler und Grafiker
- Karl Maruhn (1904–1976), Mathematiker
- Alexander Matthes (1951–1984), Maler und Grafiker
- Gesine Matthes (* 1955), Landtagsabgeordnete
- Rudolf Maus (1902–1942), Widerstandskämpfer gegen den Nationalsozialismus
- Iris Mayer (* 1975), Journalistin
- Achim Mehlhorn (* 1939), Chemiker
- Herbert Mehlhorn (1903–1968), SS-Führer
- Johann Christian Mehlhorn (1698–1760), evangelischer Theologe
- Volker Mehner (* 1953), Maler und Grafiker
- Bernhard Paul Mehnert (1892–1964), Maler
- Hannes Meier (1936–1990), Maler und Grafiker
- Peter Meis (1953–2023), Theologe
- Fritz Hendrick Melle (* 1960), Schriftsteller und Unternehmer
- Horst Menzel (1912–1938), Interbrigadist
- Felix Menzel (* 1985), Journalist
- Gerhard Merkel (* 1929), Informatiker und Wissenschaftsorganisator
- Paul Merkel (1897–1978), Pädagoge, Gründungsrektor der Pädagogischen Hochschule Lüneburg
- Anne Messerschmidt, geb. Breitfeld (* 1980), Schauspielerin
- Carl Walter Meyer (* 1919), Wirtschaftswissenschaftler, Ordinarius für Betriebswirtschaftslehre in Würzburg
- Gerhard Meyer (1915–2002), Schauspieler, Regisseur und Intendant
- Helga Meyer (1929–2009), Schriftstellerin und Journalistin
- Dirk Michaelis (* 1961), Sänger und Komponist
- Siegfried Michl (1923–1954), Gewerkschafter (FDGB)
- Christine Mielitz (* 1949), Intendantin und Regisseurin
- Harro Miller (* 1940), Fußballspieler und -trainer
- Lucy Millowitsch (1905–1990), Volksschauspielerin und Theaterleiterin
- Jutta Mirtschin (* 1949), Grafikerin
- Anja Mittag (* 1985), Fußballspielerin und Weltmeisterin 2007
- Reinhard Mocek (1936–2021), Wissenschaftshistoriker und Mitglied des Parteivorstands der SED-PDS
- Joeline Möbius (* 1992), Kunstturnerin
- Regine Möbius (* 1943), Schriftstellerin
- Christian Möckel (* 1973), Fußballspieler
- Gerald Möckel (1935–2012), Diplomat
- Irmtraud Morgner (1933–1990), Schriftstellerin
- Michael Morgner (* 1942), Künstler
- Erich Mückenberger (1910–1998), Mitglied des Politbüros des ZK der SED und Vorsitzender der Zentralen Parteikontrollkommission in der DDR
- Joachim Mückenberger (1926–2020), Kulturpolitiker und Museumsleiter, Generaldirektor der DEFA
- Andreas Mühe (* 1979), Fotograf
- Konrad Mühe (* 1982), Künstler
- Wolfgang Mühlfriedel (* 1930), Wirtschaftshistoriker
- Andreas Müller (* 1958), Fußballspieler
- Christian Alexander Müller (* 1980), Musicaldarsteller
- Detlef Müller (* 1964), Lokomotivführer und Politiker (SPD), Mitglied des Deutschen Bundestages
- Dietmar Müller (* 1940), Professor für Schaltungs- und Systementwurf
- Erhard Müller (1926–2017), Politiker (SED), Oberbürgermeister der Stadt Cottbus
- Erich Müller (1870–1948), Chemiker und Hochschullehrer
- Erich Müller (1909–1976), Künstler und Bildhauer
- Frank Müller-Rosentritt (* 1982), Diplom-Betriebswirt und Politiker (FDP), Mitglied des Deutschen Bundestages
- Georg Alexander von Müller (1854–1940), Admiral, 1906 bis 1918 Chef des Marinekabinetts des Deutschen Reichs
- Gerd Müller (* 1952), Schriftsteller
- Gerhard Müller (1928–2020), Politiker (SED)
- Heinz Müller (1929–2021), Bauingenieur
- Hella Müller (* 1942), Puppenspielerin
- Jutta Müller (1928–2023), Eiskunstlauftrainerin, Eiskunstläuferin
- Max Müller (1899–1977), Politiker (KPD/SED), Widerstandskämpfer gegen den Nationalsozialismus und Oberbürgermeister der Stadt Chemnitz
- Rudolf Müller-Gerhardt (1873–1962), Tier- und Landschaftsmaler
- Konrad Müller-Kurzwelly (1855–1914), Maler (Naturalismus, Impressionismus)
- Friedrich Müller-Starke (1877–1967), Oberbürgermeister der Stadt Hanau[2]
- Joachim Münch (1928–2016), Konteradmiral der Volksmarine der DDR
- Siegfried Münch (1928–2001), Agrarökonom und Hochschullehrer
- Peter Munz (1921–2006), Historiker

### N
- Johann Karl Naeve (≈1650–1714), Rechtswissenschaftler
- Kurt-Bernhard Nakath (* 1949), Generaloberstabsarzt der Bundeswehr
- Gerd Natschinski (1928–2015), Komponist (Filmmusik „Servus Peter“)
- Günter Naumann (1925–2009), Schauspieler
- Hans-Peter Naumann (1939–2020), Mediävist, Linguist und Runologe
- Caspar Neefe (1514–1579), Mediziner
- Christian Gottlob Neefe (1748–1798), Komponist, Organist, Kapellmeister und Musikwissenschaftler
- Paul Neefe (1507–1566), Tuchhändler und Bürgermeister von Chemnitz
- Klaus Neubauer (* 1944), Maler und Grafiker
- Erich Neubert (1896–1970), Illustrator, Karikaturist und Maler
- Franz Neubert (1878–1959), Autor, Übersetzer und Herausgeber
- Jana Neubert (* 1984), Leichtathletin
- Erik Neukirchner (* 1972), Bildhauer
- Paul Neumann (1880–1961), Senator
- Christoff Neumeister (* 1933), Altphilologe
- Sebastian Neumeister (1938–2023), Romanist
- Luise Neupert-Keil (1926–2009), Werbegrafikerin und Scherenschnitt-Künstlerin
- Carsten Nicolai (* 1965), Musiker, Künstler und Labelbetreiber (Raster-Noton)
- Bernd Niestroj (1946–2008), Fernsehjournalist
- Alfred Nimser (* 1932), Bühnentechniker
- Wolfgang Nordwig (* 1943), Olympiasieger 1972 und ehemaliger Weltrekordhalter im Stabhochsprung
- Rolf Noskwith (1919–2017), britischer Kryptoanalytiker
- Rose Nyland (1929–2004), Schriftstellerin und Abgeordnete der Volkskammer

### O
- Wolfgang Oehme (1930–2011), Gartenarchitekt
- Marianne Oppelt (1898–1995), Malerin, Grafikerin und Textilkünstlerin
- Edith Oss (1914–2012), Tänzerin und Filmschauspielerin
- Harry Ott (1933–2005), Botschafter der DDR
- Frei Otto (1925–2015), Architekt, Architekturtheoretiker und Professor für Architektur, Erbauer des Münchner Olympiadachs
- Karl Otto (1902–1978), von den Nationalsozialisten als Kommunist verfolgter Lyriker und Schriftsteller
- Lothar Otto (1932–2019), Cartoonist und Buchillustrator
- Rainer Otto (1939–2023), Kabarettist
- Sylke Otto (* 1969), Rennrodlerin

### P
- Andreas Pabst (* 1979), Pianist, Dirigent und Arrangeur
- Woldemar Pampel (* 1926), Ingenieur und Hochschullehrer
- Mateo Panadić (* 1994), kroatischer Fußballspieler
- Walter Panofsky (1913–1967), Musikkritiker und -schriftsteller
- Bernd Patzig (* 1944), Radrennfahrer
- Heinz Patzig (1929–2013), Fußballspieler und -trainer
- Hubert Paul (1933–2015), Architekt
- Otto Paust (1897–1975), nationalsozialistischer Journalist und Schriftsteller
- Denise Peikert (* 1986), Journalistin und Autorin
- Wolfgang Penz (1950–1979), Schauspieler
- Harald Perner (1927–2001), Ingenieur, Textiltechniker und Hochschullehrer
- Karl Petermann (1929–1983), Ingenieur und Wirtschaftsmanager
- Martin Petzoldt (1946–2015), Theologe
- Margarethe Pfaff (1863–1946), Künstlerin
- Dietmar Pfeifer (1940–2010), Fußballspieler
- Manfred Pfeifer (1934–2003), Fußballspieler und -trainer
- Hans Pfohe (1918–2004), Gründer der Lucia Strickwarenfabrik
- Hans Piazza (1932–2017), Historiker und Hochschullehrer
- Bodo Pieroth (* 1945), Rechtswissenschaftler
- Christiane Pilz (* 1975), Tri- und Duathletin
- Richard Platz (1867–1933), Kaufmann und Unternehmer, Vorstand der Hackethal Draht- und Kabelwerke
- Marie Pleißner (1891–1983), Frauenrechtlerin und Lehrerin
- Rudolf Pleissner (1889–1977), Maler
- Willy Pöge (1869–1914), Unternehmer, Pferde-, Rad- und Motorsportler
- Alex Pohl (* 1977), Schriftsteller
- Hans-Joachim Pohl (* 1931), Physiker, Politiker, Volkskammerabgeordneter der DDR
- Max Pommer (1847–1915), Architekt, Bauunternehmer und Pionier des Stahlbetonbaus in Deutschland
- Ralf Pönitzsch (* 1957), Leichtathlet
- Gottfried Porstendorfer (1929–2001), Geophysiker
- Walter Potzelt (1903–1955), SS-Führer
- Anett Pötzsch (* 1960), Eiskunstläuferin
- Manfred Prasser (1932–2018), Architekt und Ingenieur
- Friedrich Prätorius (1902–1962), Bühnenbildner, Maler und Grafiker
- Wilhelm Preil (1872–1906), Offizier und Kolonialbeamter
- Günter Preuß (1930–1996), Markscheider und Schnitzer im Erzgebirge

### R
- Joachim Raubold (1938–2003), Politiker (SPD)
- Wolfgang Rauchfuß (1931–2005), Mitglied des Politbüros des ZK der SED
- Claudia Rauschenbach (* 1984), Eiskunstläuferin
- Ernst Rein (1858–1953), Ingenieur und Unternehmer, Gründer der Bielefelder Droop + Rein Werkzeugmaschinenfabrik
- Johannes Georg Reinecker (1861–1931), Unternehmer und Politiker
- Julius Reinhardt (* 1988), Fußballspieler
- Gert Reinholm (1923–2005), Tänzer, Pädagoge und Ballettdirektor
- Günter Reißmann (1926–nicht ermittelt), Geodät und Hochschullehrer
- Walter Renard (1904–1994), Maschinenbauingenieur, Professor für Technik im Gartenbau und Rektor der Technischen Hochschule Hannover
- Johannes Renger (1934–2023), Altorientalist
- Olaf Renn (* 1969), Fußballspieler
- Herbert Reuter (1909–1994), Gebrauchsgrafiker
- Richard Friedrich Reuter (1861–1942), Architekt des Historismus
- Rico Rex (* 1976), Eiskunstläufer
- Edelbert Richter (1943–2021), Theologe und Politiker (DA, SPD, Die Linke)
- Gotthold Ludwig Richter (1903–2002), Komponist
- Hans Jürgen Richter (* 1948), Politiker (SPD)
- Harald Richter (* 1945), Badmintonspieler
- Herbert Richter (* 1947), Radrennfahrer
- Lothar Richter (1912–2001), Fußballspieler
- Susan Richter (* 1971), Historikerin, Professorin für Geschichte der Frühen Neuzeit in Kiel
- Fritz Riemann (1902–1979), Psychoanalytiker
- Hans Riemann (1899–1992), Klassischer Archäologe, geboren in Gablenz
- Heidi Rieß (1943–2022), Sängerin und Hochschullehrerin
- Joachim Rieß (* 1937), Grafiker
- Günter Rinnhofer (* 1945), Fotograf
- Rissa (* 1938), Künstlerin
- Peter Rocholl (* 1929), Fernsehjournalist, Produzent, Regisseur und Autor
- Jürgen Rohde (* 1953), Handballtorwart
- Paul Theodor Rohr (1864–1908), Maler
- Eberhard Rohrscheidt (* 1939), Fernseh- und Rundfunkmoderator
- Cindy Roleder (* 1989), Leichtathletin
- Nicol Römer (≈1435–1493), Kaufmann, Bergwerksbesitzer und Ratsherr in Zwickau
- Klaus Rother (* 1932), Geograph
- TM Rotschönberg (* 1961), Künstler
- Eberhard Rösch (* 1954), Biathlet
- Letizia Roscher (* 2004), Eiskunstläuferin
- Daniel Rosenfeld (* 1989), Musiker, Komponist des Minecraft Soundtracks
- Kurt Roßner (1916–1984), Politiker (SED), Oberbürgermeister der Stadt Halle/Saale
- Christina Rost (* 1952), Handballspielerin
- Frank Rost (* 1973), Fußballtorwart
- Jana Julia Roth (* 1990), Schauspielerin und Synchronsprecherin
- Volker Roth (1942–2025), Fußballschiedsrichter
- Siegmund Rotstein (1925–2020), Vorsitzender der Jüdischen Gemeinde Chemnitz
- Karsten Rotte (1929–1997), Mediziner
- Wera Röttgering (* 1944), Gründerin und Vorsitzende des Vereins Herzenswünsche e.V.
- Steffen Rudolph (* 1940), ehemaliger Diplomat und Botschafter
- Wilhelm Rudolph (1889–1982), Maler, Holzschneider, Grafiker, Zeichner
- Karsten Rotte (1929–1997), Gynäkologe und Radioonkologe
- Ulrich Rühle (* 1940), Autor
- Frank Ruttloff (* 1972), Schauspieler

### S
- Michael Sallmann (* 1953), Lyriker, Liedermacher und Moderator
- Barbara Sammler (* 1941), Keramikerin
- Gertraud Schaar (1937–2014), Textilgestalterin
- Max Schäller (1902–1974), Politiker (KPD/SED)
- Sirko Schanze (1975–2008), Footballspieler
- Siglinde Schaub (* 1940), Politikerin (PDS, Die Linke)
- Tom Scheffel (* 1994), Fußballspieler
- Kurt Scheibe (1891–1970), Maler und Grafiker
- Richard Scheibe (1879–1964), Bildhauer
- Gunnar Schellenberger (* 1960), Politiker (CDU)
- Helmut Schelsky (1912–1984), Soziologe und Hochschullehrer
- Margitta Scherr (1943–2020), Schauspielerin
- Elisabet Schettler (1913–2003), Malerin und Grafikerin
- Gerhard Schill (1925–2000), Kommunalpolitiker
- Werner Schilling (1931–2017), Sportjournalist
- Denise Schindler (* 1985), Radsportlerin
- Peter Schindler (* 1937), Radsportler
- Max Schippel (1859–1928), Hochschullehrer, Reichstagsabgeordneter
- Gerhart Schirmer (1913–2004), Oberstleutnant der Wehrmacht, Kommandeur eines Fallschirmjäger-Regiments, Eichenlaubträger, Oberst der Bundeswehr
- Michael Schirner (* 1941), Kunsthochschulprofessor
- Rudolf Schlegel (1913–1983), SS-Hauptsturmführer, Leiter der SD-Abteilung in Minsk.
- Erhard Schlesier (1926–2018), Ethnologe und Hochschullehrer
- Klaus Schlette (1928–1996), Theaterregisseur, Bühnenbildner, Schauspieler und Theaterintendant
- Thomas Schleusing (1937–1993), Illustrator und Karikaturist
- Henry Schmidt (1912–1996), SS-Führer
- Jens Schmidt (* 1963), Fußballtorwart
- Karl Schmidt-Rottluff (1884–1976), Maler und Grafiker des Expressionismus
- Karl-Heinz Schmidt (1938–2016), evangelischer Pfarrer und erzgebirgischer Mundartautor
- Karl-Heinz Schmidt-Lauzemis (* 1946), Hörspiel- und Drehbuchautor
- Micaela Schmidt (* 1970), Ruderin, Weltmeisterin im Achter
- Ute Schmidt (* 1958), Schauspielerin
- Walter Schmidt (1892–1948), Präsident der Reichsbahndirektion Dresden
- Wieland Schmiedel (1942–2021), Bildhauer
- Klaus Schmiegel (* 1939), Chemiker
- Rico Schmitt (* 1968), Fußballtrainer
- Günter Schmitz (1909–2002), Maler und Grafiker
- Wolfgang Schnecke (1944–2018), Szenenbildner, Regisseur und Mediendesigner
- Angela Schneider (* 1944), Politikerin (PDS), MdL
- Gotthold Schneider (1899–1975), Buchhändler, Kunstsachverständiger
- Petra Schneider (* 1963), Schwimmerin und Olympiasiegerin
- Rolf Schneider (* 1932), Schriftsteller
- Peter Schnetz (* 1940), Dichter, Dramatiker, Rundfunkredakteur und Journalist
- Gerhard Schnorr (1923–2004), deutsch-österreichischer Jurist und Hochschullehrer
- Wolfgang Schoedel (1905–1973), Physiologe und Hochschullehrer
- Gerhard Schönherr (1926–2016), Offizier und Ökonom, stellvertretender Minister (DDR)
- Elmar Schossig (1950–2009), Architekt und Fotograf
- Horst Schubert (1919–2001), Mathematiker
- Mathias Schubert (1952–2004), Politiker (SPD)
- Volkmar Schubert (1942–2018), Politiker (CDU), MdL
- Zikmund Schul (1916–1944), Komponist
- Max Schuldt (1903–1934), SA-Führer
- Evelyn Schulz (* 1988), Handballspielerin
- Eberhard Schulze (* 1940), Agrarwissenschaftler
- Franz Schulze (1870–nicht ermittelt), Verwaltungsjurist
- Hans Joachim Schulze (1938–2003), Kolloidchemiker
- Rudolph Schulze (1918–1996), Präsident der Industrie- und Handelskammer und Minister für Post- und Fernmeldewesen der DDR
- Heinz Schumann (1934–2020), Grafiker, Gebrauchsgrafiker und Schriftgestalter
- Walter Schurig (1897–1973), Kunstpädagoge, Maler, Grafiker, Heimat- und Denkmalpfleger
- Dirk Schuster (* 1967), Fußballspieler und -trainer
- Jörg Schüttauf (* 1961), Schauspieler
- Christoph Schwabe (1934–2025), Musiktherapeut, Musiker, Maler und Autor
- Ernst-Günther Schwamkrug (1919–1995), Politiker (CDU)
- Alberto Schwarz (* 1951), Denkmalpfleger und Autor
- Doreen Seidel (* 1985), Model
- Jürgen Seidel (1924–2014), Maler und Grafiker
- Wilhelm August Seim (1844–1905), Baumeister und nationalliberaler Politiker
- Irmgard (Irmi) Selver (1906–2004), Emigrantin
- Louis Seydler (1839–1896), Politiker
- Gabriele Seyfert (* 1948), Eiskunstläuferin und Weltmeisterin
- Rüdiger Siebert (1944–2009), Journalist, Redakteur und Reiseschriftsteller
- Ernst Sieverts (1924–2018), Architekt
- Eberhard Siewert (* 1934), Militär
- Erik Simon (* 1987), Skispringer
- Ernst Simon (1903–1998), Missionar und Pastor der Siebenten-Tags-Adventisten, Bibelübersetzer
- Ernestine Minna Simon (1845–1902), Textilarbeiterin und Streikführerin
- Eberhard Simons (1937–2005), Philosoph
- Joachim Singer (* 1942), Leichtathlet
- Gerald Sippel (* 1945), Maler und Grafiker
- Albert Soergel (1880–1958), Literaturwissenschaftler
- Jan Soldat (* 1984), Regisseur und Drehbuchautor
- Ines Sonder (* 1964), Kunsthistorikerin
- Justin Sonder (1925–2020), Auschwitz-Überlebender und Zeitzeuge
- Detlev Spangenberg (* 1944), Politiker
- Günter Spranger (1921–1992), Schriftsteller
- Bert Sprotte (1870–1949), Filmschauspieler beim US-amerikanischen Film
- Christoph Sramek (* 1950), Musikwissenschaftler und Musikkritiker
- Ruth Stachorra (1938–2014), Politikerin (SPD)
- Claudia Steger (* 1990), Volleyballspielerin
- Bernd Steinbach (* 1952), Informatiker
- Sabine Steinbach, verheiratete Klemm (* 1952), Schwimmerin, Bronzemedaillen-Gewinnerin bei Olympia
- Werner Steinbach (1919–2005), Maschinenbauingenieur und Professor
- Rico Steinmann (* 1967), Fußballspieler
- Bernd Steinwendner (1939–2022), österreichischer Maler, Grafiker und Zeichner
- Fritz Steppat (1923–2006), Islamwissenschaftler
- Ingo Steuer (* 1966), Eiskunstläufer und Eiskunstlauftrainer
- Steffen Stier (* 1961), Radrennfahrer
- Jörg Stingl (* 1961), Bergsteiger
- Fritz Stopp (1886–1975), Lehrer und Botaniker
- Reinhard Straube (* 1946), Schauspieler und Hörspielsprecher
- Samuel Friedrich Strauch (1788–1860), Organist und Kantor
- Heinrich Straumer (1876–1937), Architekt
- Anja Strobel (* 1974), Psychologin
- Monique Strubbe (* 2001),  Volleyball- und Beachvolleyballspielerin
- Reiner Süß (1930–2015), Kammersänger, Entertainer und Politiker (SPD)
- André Szymanski (* 1974), Schauspieler

### T
- Erik Tallig (* 2000), Fußballspieler
- Stephan Tanneberger (1935–2018), Mediziner und Chemiker
- Ulrike Tauber (* 1958), Schwimmerin
- Gerald Thalheim (* 1950), Politiker
- Hans-Günther Thalheim (1924–2018), Germanist und Literaturwissenschaftler
- Friedrich Theile (1814–1899), praktischer Arzt, Heimatforscher, Politiker (MdL, Königreich Sachsen) und Revolutionär sowie Nestor der Gebirgsvereinstätigkeit
- Herbert Theile (1930–2022), Arzt und Humangenetiker
- Stev Theloke (* 1978), Schwimmer
- Manfred Thiede (1936–2020), Diplomat, Botschafter der DDR in Mali, Niger, Obervolta, Mauretanien und Algerien
- Siegfried Thiele (1934–2024), Komponist
- Stefan Thiele (* 1981), Kunsthistoriker
- Alexander Thieme (1954–2016), Leichtathlet
- Bernhard Thieme (1925–1977), Filmregisseur und Drehbuchautor
- Tassilo Thierbach (1956–2025), Eiskunstläufer und Trainer
- Detlef Thierig (* 1934), Chemiker
- Hans-Joachim Thilo (1914–2003), evangelischer Theologe und Psychoanalytiker
- Petra Thümer (* 1961), Schwimmerin und Olympiasiegerin
- Johannes Thümmler (1906–2002), SS-Obersturmbannführer und Oberregierungsrat
- Mario Titze (* 1962), Kunsthistoriker und Denkmalpfleger
- Joachim Tomaschewsky (1919–2019), Film- und Theaterschauspieler
- Roland Töpfer (1929–1999), Trickfilmregisseur
- Jordan Torunarigha (* 1997), Fußballspieler
- Thea von Trainer-Graumann (* 1928), Schriftstellerin und Lyrikerin
- Gert Joachim Tränkmann (* 1935), Kieferorthopäde und Lehrstuhlinhaber in Hannover
- Trettmann (* 1973), Hip-Hop-, RnB- und Dancehall-Sänger
- Conni Trieder (* 1987), Jazzmusikerin
- Wolfgang Trilling (1925–1993), katholischer Priester, Theologe und Neutestamentler
- Harry Trumpold (1928–2012), Ingenieurwissenschaftler und Politiker (LDPD)
- Wolf Trutz (1887–1951), Film- und Bühnenschauspieler
- Peter Tschernig (1945–2017), Musiker

### U
- Detlef Uhle (* 1961), Yoga-Lehrmeister
- Erich Uhlich (1915–2007), Politiker (SED)
- Carl Friedrich Uhlig (1789–1874), deutscher Musikinstrumentenbauer und Erfinder der bisonorischen Concertina und Bandoneon
- Heinz Uhlitzsch (1893–1971), Eisenhütteningenieur
- Armin Uhlmann (* 1930), theoretischer Physiker und Hochschullehrer
- Erika Uitz (1931–2009), Historikerin
- Peter Ulrich (* 1938), Kybernetiker
- Sabine Unger (* 1960), Schauspielerin
- Tom Unger (* 1985), Politiker (CDU)
- August Wilhelm Unzer (1770–1847), Buchhändler und Verleger in Königsberg

### V
- Karl Velhagen (1897–1990), Augenarzt und Hochschulprofessor
- Paul Verner (1911–1986), Mitglied des Politbüros des ZK der SED in der DDR
- Waldemar Verner (1914–1982), Militär, erster Marineoffizier der DDR mit dem Dienstgrad Admiral
- Ingrid Vetter (* 1941), Kunsthistorikerin
- Dieter Vieweger (* 1958), Theologe und Archäologe
- Ilse Voigt (1905–1990), Schauspielerin und Synchronsprecherin
- Joachim Voigtmann (* 1940), Kunsthistoriker und Museumsleiter
- Alfred Vogel (1930–2019), Militär
- Hans-Jochen Vogel (1943–2005), Studentenpfarrer
- Martin Christian Vogel (* 1951), evangelischer Theologe, Hochschulrektor und Sänger
- Paul Vogel (1845–1930), Politiker (DVP), MdL, Präsident der II. Kammer des Sächsischen Landtags
- Renate Vogel (* 1955), Schwimmerin
- Rolf Vogel (1922–2017), Bergingenieur und Werkdirektor
- Siegfried Vogel (* 1937), Opernsänger
- Walther Vogel (1880–1938), Seefahrtshistoriker
- Valentin Voith (um 1487–nach 1558), Dichter von Dramen, Spruchgedichten und Meisterliedern
- Ludwig Volz (1934–2011), römisch-katholischer Theologe, Religionspädagoge und bibeltheologischer Autor
- Adalbert Votteler (1924–1995), Schriftsteller
- Jesko Vogel (1974–2021), Politiker, Oberbürgermeister von Limbach-Oberfrohna

### W
- Ernst Wabra (1907–1970), Politiker (KPD, SED)
- Joachim Wach (1898–1955), Religionswissenschaftler
- Kurt Wagner (1904–1989), Stellvertreter des Ministers für Nationale Verteidigung der Deutschen Demokratischen Republik
- Johann Salomon Wahl (1689–1765), Hofmaler Christians VI. von Dänemark
- Rolf Walter (* 1942), Gebrauchsgrafiker
- Harald Walther (1929–2013), Paläobotaniker, Hochschullehrer
- Joachim Walther (1943–2020), Schriftsteller
- Klaus Walther (1937–2023), Literaturwissenschaftler und Schriftsteller
- Marco Wanderwitz (* 1975), Politiker (CDU)
- Jürgen Warnatz (1944–2007), Physiker
- Marco Weber (* 1982), Eisschnellläufer, WM-Dritter
- Marion Weber (* 1959), Eiskunstläuferin
- Werner Weber (1926–2022), Radrennfahrer
- Christian Friedrich Wehner (1775–1862), Bürgermeister von Chemnitz
- Wolfgang Weichelt (1929–1993), Staatswissenschaftler und Politiker (SED)
- Wolfgang Weidlich (1928–2019), Verleger und Buchhändler
- Rolf Weigand (* 1984), Ingenieur und Politiker (AfD)
- Eckhard Weigel (* 1942), Architekt sowie Politiker (CDU)
- Hansjörg Weigel (1943–2020), Bürgerrechtler und Pazifist
- Siegfried Weiß (1906–1989), Schauspieler
- Richard Weissbach (1882–1950), Verleger
- Manfred Weißbecker (* 1935), Historiker
- Hanni Weisse (1892–1967), Schauspielerin
- Folker Weißgerber (1941–2007), Manager
- Thomas Weitin (* 1971), Literaturwissenschaftler und Professor
- Joachim Wenzel (1927–1958), Journalist
- Dietmar Werner (* 1938), Volkswirtschaftler und Sachbuchautor
- William Wernigk (1894–1973), Opernsänger
- Robert Wesselhöft (1796–1852), Burschenschafter und Arzt
- Rolf Wetzel (* 1921), Politiker (SED) und Finanz- und Versicherungsfunktionär
- Lutz Wienhold (* 1965), Fußballspieler
- Arno Wilhelm (* 1988), Poetry Slammer, Dichter und Autor
- Hermann Heinz Wille (1923–2002), Schriftsteller
- Heinz Winkler (1910–1958), Minister für Aufbau in der DDR
- Kati Winkler (* 1974), Eiskunstläuferin
- Ralf Winkler (1936–2009), Bühnen- und Kostümbildner
- Ronny Winkler (* 1971), Eiskunstläufer
- Steffen Winkler (1952–2023), Ethnograph und Museologe
- Volkmar Winkler (1929–1980), Politiker (SED), Staatssekretär
- Walfried Winkler (1904–1982), Motorradrennfahrer
- Karl Winter (1897–1971), Politiker (KPD/SED), Widerstandskämpfer gegen das NS-Regime
- Julius Friedrich Winzer (1778–1845), Ethnologe und evangelischer Theologe
- Tom Wittgen (* 1932), Kriminalautorin
- Werner Wittig (1930–2013), Maler und Graphiker
- Willy Wittig (1902–1977), Maler, Grafiker und Illustrator
- Holger Wöckel (* 1976), Jurist und Bundesrichter
- Harald Wolf (* 1955), Radrennfahrer
- Jochen Wolf (1941–2022), Politiker (SPD)
- Werner Wolf (1925–2019), Musikwissenschaftler
- Chris Wolff (* 1954), Schlagersänger (Lady Sunshine, Am Strand von Maspalomas)
- Ludwig Wolff (1893–1968), General der Infanterie
- Georg Andreas Wolfgang d. Ä. (1631–1716), Kupferstecher
- Anne Wollner (1939–2007), Schauspielerin
- Mandy Wötzel (* 1973), Eiskunstläuferin
- Brigitte Wujak (* 1955), Leichtathletin
- Joseph Wulf (1912–1974), deutsch-polnischer Historiker
- Klaus Wunderlich (1931–1997), Poporganist, Komponist, Arrangeur

### Z
- Peter von Zahn (1913–2001), Hörfunk- und Fernsehjournalist
- Jannis Zamanduridis (* 1966), Ringer und Bundestrainer
- Gustav Zeuner (1828–1907), Ingenieur
- Simone von Zglinicki (* 1951), Schauspielerin
- Peter Zingler (1944–2022), Schriftsteller und Drehbuchautor
- Gerhard Zippel (1925–2007), 1. Sekretär der SED-Kreisleitung Stollberg/Erzgeb.
- Günter Zöller (* 1948), Eiskunstläufer
- Volkmar Zschocke (* 1969), Politiker (Bündnis 90/Die Grünen), Landesvorstandssprecher seiner Partei in Sachsen
- Manfred Zucker (1938–2013), Schachproblemkomponist

## Ehrenbürger
Die folgende Übersicht enthält Personen, die von der Stadt Chemnitz die Ehrenbürgerwürde verliehen bekamen. Die Auflistung erfolgt nach dem Zeitpunkt der Verleihung; vor 1945 ist die Liste noch unvollständig.
- Peter Otto Clauß (1787–1872), Besitzer einer Kattundruckerei in Chemnitz, Politiker, MdL (Königreich Sachsen),
- Christian Friedrich Wehner (1775–1862), Bürgermeister von Chemnitz
- Jacob Georg Bodemer (1807–1888), Zschopauer Spinnereibesitzer und Bibliotheks-Stifter
- Martin Mutschmann (1879–1947), Reichsstatthalter in Sachsen
- 1863, Carl August Caspari, Schulrat, Realschul-Direktor in Chemnitz
- 1872, Otto von Bismarck (1815–1898), Reichskanzler
- 1877, Robert Vetters (1825–1895), Stadtrat und Bürgermeister in Chemnitz
- 1878, C. Louis Voigt (1812–1894), Stadtrat in Chemnitz
- 1880, Rudolph Stadler (1825–1906), Stadtrat und Bürgermeister in Chemnitz
- 1885, Hermann von Nostitz-Wallwitz, Staatsminister und Minister des Inneren in Dresden
- 1885, Leonce von Könneritz (1835–1890), Rittergutsbesitzer, Jurist und Politiker, sächsischer Finanzminister
- 1885, Johann von Zimmermann (1820–1901), Schlosser, Werkführer, Erfinder und Unternehmer, Begründer des deutschen Werkzeugmaschinenbaus
- 1897, Dr. Richard Otto Robert Enzmann, (1841–1911), Oberjustizrat, Notar und Stadtverordnetenvorsteher der Stadt Chemnitz, Ernennung zum Ehrenbürger am 10. September 1897
- 1900, Graf K. Georg von Metzsch-Reichenbach (1916–1927), Staatsminister in Dresden
- 1906, Anton Ohorn (1846–1924), Hofrat, Lehrer, Dichter und Schriftsteller
- 1907, Heinrich Gustav Beck (1854–1933), Chemnitzer Oberbürgermeister, sächsischer Kultusminister und Vorsitzender des sächsischen Gesamtministeriums
- 1911, Hermann Wilhelm Vogel (1841–1917), Textilunternehmer in Lunzenau, Kunstmäzen, Geheimer Kommerzienrat
- 1930, 10. März: Johannes Hübschmann (1867–1930), Jurist, Politiker, von 1917 bis 1930 Oberbürgermeister der Stadt Chemnitz
- 1933, März: Adolf Hitler, Reichskanzler – Aberkennung der Ehrenbürgerschaft erfolgte nach einem Beschluss des Stadtrates Chemnitz am 29. September 1990
- 1933, März: Paul von Hindenburg, Reichspräsident
- 1933, Juni: Martin Mutschmann (1879–1947), NSDAP-Gauleiter und Reichsstatthalter von Sachsen[3]
- 1946, 21. November: Karl Schmidt-Rottluff (1884–1976), Maler und Grafiker
- 1949, 13. April: Richard Scheibe (1879–1964), Bildhauer
- 1950, 29. August: Martha Schrag (1870–1957), Malerin und Grafikerin
- 1961, 9. Oktober: Anastas Mikojan (1895–1978), Erster Stellvertreter des Vorsitzenden des Ministerrats der UdSSR
- 1971, 27. April: Semjon Nikolajewitsch Woloschtschuk, Generalsekretär der SDAG WISMUT
- 1974, 29. August: Max Müller (1899–1977), Oberbürgermeister a. D.
- 1974, 4. Oktober: Nikolai Wassilijewitsch Bannikow, Erster Sekretär des Gebietskomitees Irkutsk
- 1976, 22. Januar: Hans Riesner (1902–1976), Stadtschulrat und Stadtrat für Kultur
- 1978, 25. September: Waleri Bykowski (1934–2019), sowjetischer Kosmonaut
- 1978, 25. September: Sigmund Jähn (1937–2019), Kosmonaut (erster Deutscher im All)
- 1982, 17. Februar: Wilhelm Rudolph (1889–1982), Maler
- 1983, 9. Mai: Elisabeth Wetzel (1907–1994), Mitglied in der Vereinigung der Verfolgten des Naziregimes – Bund der Antifaschistinnen und Antifaschisten
- 1988, 7. Januar: Paul Kurzbach (1902–1997), Komponist
- 1988, 22. Dezember: Katarina Witt (* 1965), Eiskunstläuferin
- 1990, 3. Oktober: Christoph Magirius (* 1937), Pfarrer der St. Andreas-Gemeinde
- 1991, 25. September: Klaus Bungert (1926–2006), Oberbürgermeister a. D. von Düsseldorf (Partnerstadt von Chemnitz)
- 1992, 6. Februar: Lothar-Günther Buchheim (1918–2007), 2001 zurückgegeben, weil eine Ausstellung seiner umstrittenen Kriegszeichnungen scheiterte
- 1994, 9. Juni: Carl Hahn junior (1926–2023), ehemaliger Vorsitzender des Aufsichtsrates der Volkswagen AG
- 2001, 2. Oktober: Stefan Heym (1913–2001), Schriftsteller
- 2004, 22. November: Folker Weißgerber (1941–2007), ehemaliger Konzernvorstand für Produktion und Logistik der Volkswagen AG
- 2007, 16. Mai: Siegmund Rotstein (1925–2020), langjähriger Vorsitzender der Jüdischen Gemeinde Chemnitz
- 2008, 12. Dezember: Jutta Müller (1928–2023), Eiskunstläuferin und Eiskunstlauftrainerin
- 2016, 4. November: Peter Seifert (* 1941), Oberbürgermeister der Stadt Chemnitz (1993–2006)
- 2017, 25. Januar: Justin Sonder (1925–2020), KZ-Überlebender[4] und Zeitzeuge
- 2018, 20. April: Ingrid Mössinger (* 1941), Generaldirektorin der Kunstsammlungen Chemnitz[5]

## Weitere Persönlichkeiten
Nicht in Chemnitz geboren wurden die folgenden Personen, sie haben jedoch in Chemnitz gewirkt:
- Georgius Agricola (eigentlich Georg Pawer; 1494–1555), Wissenschaftler und „Vater der Mineralogie“
- Carl Amann (1908–1971), Maler und Grafiker
- Balthasar Balduin (1605–1652), Superintendent von Chemnitz von 1636 bis 1638
- Michael Ballack (* 1976), ehemaliger Fußballspieler; ging in Chemnitz ins Sportgymnasium und spielte bei zwei Chemnitzer Vereinen
- Karl-Heinz Barth (1937–2011), Architekt, Kunsthistoriker und Kommunalpolitiker
- Erich Basarke (1878–1941), einer der wichtigsten Architekten des 20. Jahrhunderts in Chemnitz
- Alexej Baumgärtner (* 1988), Eisschnellläufer; ging in Chemnitz ins Sportgymnasium und startete für zwei Chemnitzer Vereine
- Karl  Böchel (1884–1946), sozialdemokratischer Widerstandskämpfer und Mitbegründer des Arbeitskreises revolutionärer Sozialisten
- Heinrich Brandler (1881–1967), Gewerkschaftsfunktionär, Chef der KPD 1921–1923, Gründer der KPD (Opposition), ab 1914 hauptamtlicher Gewerkschaftsführer in Chemnitz
- Peter-Klaus Budig (1928–2012), Hochschullehrer und Politiker; Professor an der TH Karl-Marx-Stadt und TU Chemnitz
- Wenzel Bürger (1869–1946), einer der namhaften Architekten in der ersten Hälfte des 20. Jahrhunderts in Chemnitz
- Ernst Friedrich Benno Alexander von Cochenhausen (1850–1908), Chemiker und Regierungsrat, Prof. Allgemeine Chemie, Chemische Technologie, Versuchsfärberei, in Chemnitz
- Carlfriedrich Claus (1930–1998), Grafiker und Schriftsteller mit maßgeblichen Einfluss auf die Kunstszene in Chemnitz
- Theodor Crüger (1694–1751), lutherischer Theologe und Historiker; 1735 Übernahme der Superintendentur in Chemnitz, und hier gestorben
- Balthasar Crusius (1550–1630), Rektor in Chemnitz
- Atlas Crusius (1606–1679), Bürgermeister in Chemnitz
- Alexander Dierks (* 1987), Politiker (CDU), Generalsekretär des CDU-Landesverbandes Sachsen und MdL
- Hanns Diettrich (1905–1983), Bildhauer, schuf u. a. den Kinderbrunnen, Augustkämpfer, sowie mehrere Mahnmale in Chemnitz
- Hans Dresig (1937–2018), Professor für Technische Mechanik und Autor
- Jens Fiedler (* 1970), Bahnradfahrer (Sprint, Keirin), zweifacher Olympiasieger, mehrfacher Welt- und Europameister, 21-facher Deutscher Meister
- Paul Herbert Freyer (1920–1983), von 1956 bis 1960 Generalintendant am Theater
- Jürgen Golle (* 1942), Komponist und Hochschullehrer
- Georg Sigismund Green der Ältere (1673–1734), Superintendent in Chemnitz
- Johann Georg Hager (1709–1777), Pädagoge und Geograph, langjähriger Rektor der örtlichen Lateinschule
- Michael Harbauer (* 1969), Direktor des Internationalen Filmfestivals für Kinder und junges Publikum SCHLINGEL
- Richard Hartmann (1809–1878), Maschinenfabrikant
- Carl Gottlieb Haubold (1783–1856), Maschinenfabrikant, Begründer des Chemnitzer Maschinenbaus
- Lothar Kittelmann (1943–2023), Maler und Grafiker, lebte ab 1973 in Chemnitz
- Hanka Kliese (* 1980), Politikerin (SPD), MdL
- Josef Kneifel (1942–2020), führte im Jahr 1980 ein Bombenattentat auf das sowjetische Panzerdenkmal in Karl-Marx-Stadt durch – später Aktivist der rechtsextremen HNG
- Robert Kohl (1813–1881), Superintendent an der St. Nikolaikirche
- Magnus Ottomar Kölz († 1864), Jurist und Politiker, MdL (Königreich Sachsen)
- Gertrud Korb (1910–1989), Ärztin, operierte als Erste auf deutschem Boden am offenen Herzen
- Lothar Kroll (* 1959), Maschinenbauingenieur und Hochschullehrer
- Jan Kummer (* 1965), bildender Künstler und Musiker
- Volkmar Leimert (* 1940), Komponist und Musikdramaturg
- Johann Gottlieb Lessing (1732–1808), Rektor des Lyzeums und Bruder von Gotthold Ephraim Lessing
- Levina (* 1991 als Isabella Lueen), Sängerin und Songwriterin; wuchs in Chemnitz auf
- Hans Dietrich Lindstedt (1929–2008), Schriftsteller und Journalist
- Franz Alexander Maschke (1844–1923), konservativer Politiker, MdL (Königreich Sachsen), Oberstadtsekretär von Chemnitz
- Klaus-Jürgen Matthes (* 1945), Ingenieur und Hochschullehrer, Rektor der TU Chemnitz
- Reimund Neugebauer (* 1953), Ingenieur und Hochschullehrer
- Paulus Niavis (≈1460–≈1514), Rektor in Chemnitz, Humanist und Autor
- Friedrich Nobbe (1830–1922), Lehrer an der Realschule sowie ab 1861 Lehrer für Pflanzen- und Tierphysiologie an der staatlichen höheren Gewerbeschule und Mitarbeiter an der landwirtschaftlichen Versuchsstation in Chemnitz
- Gustav Noske (1868–1946), Redakteur der Chemnitzer SPD-Zeitung Volksstimme, Mitglied des Reichstags, Reichswehrminister in der Weimarer Republik
- Dieter Nötzold (1936–2020), Fußballspieler
- Fred Otto (1883–1944), Architekt und Chemnitzer Stadtbaurat
- Peter Patt (* 1963), Politiker (CDU), MdL
- Thomas Ranft (* 1945), Grafiker
- Franz Xaver Rewitzer (1798–1869), Politiker, 1848er Revolutionär, Präsident der II. Kammer des Sächsischen Landtags
- Carl Riha (1923–2012), Operndirektor in Karl-Marx-Stadt von 1957 bis 1989 und Opernregisseur
- Emil Rosenow (1871–1904), Schriftsteller, Redakteur und Reichstagsabgeordneter
- Aljona Savchenko (* 1984), Eiskunstläuferin, trainierte in Chemnitz
- Carl Eduard Schubert (1830–1900), Orgelbauer
- Matthias Schweighöfer (* 1981), Schauspieler, besuchte in Chemnitz das Dr.-Wilhelm-André-Gymnasium
- Louis Schönherr (1817–1911), Webstuhlbauer und gilt als Erfinder des mechanischen Webstuhls
- Adam Siber (1516–1584), war Rektor in Chemnitz
- Ewald Siegert (1875–1947), Reger-Schüler, Komponist, ab 1910 Kantor an der Petrikirche (Chemnitz)
- Johann Traugott Sterzel (1841–1914), erster Direktor des König-Albert-Museums; leitete die Ausgrabungen und Aufstellung des „Versteinerten Waldes“
- Friedrich Straumer (1840–1900), Pädagoge, Heimatschriftsteller und konservativer Politiker
- Robin Szolkowy (* 1979), Eiskunstläufer, trainierte in Chemnitz
- Richard Tauber (1891–1948), debütierte als Opernsänger am Stadttheater in Chemnitz
- Junior Torunarigha (* 1990), Fußballspieler, aufgewachsen in Chemnitz
- Friedrich August Unger (1758–1846), Superintendent in Chemnitz von 1807–1846
- Wolfgang Uhlmann (* 1938), Wirtschaftshistoriker
- Arno Vetterling (1903–1963), wirkte einige Zeit als Kapellmeister in Chemnitz
- Willy Weidermann (1898–1985), Polizeipräsident
- Adolf Ferdinand Weinhold (1841–1917), schuf die Grundlagen für die Isolierkanne
- Otto Werner (1854–1923), oberster Stadtgartendirektor, schuf die bedeutendsten Grünflächen der Stadt
- Johann Baptist Winklhofer (1859–1949), Unternehmer und Mitgründer der Chemnitzer Wanderer-Werke
- Katarina Witt (* 1965), Eiskunstläuferin, ging zur Sportschule in Karl-Marx-Stadt, trainierte bei Jutta Müller
- Eugen-Georg Woschni (1929–2022), Nachrichtentechniker